# いもうと中毒 〜治す薬はありません〜
『いもうと中毒 〜治す薬はありません〜』（いもうとちゅうどく なおすくすりはありません）は、有限会社ハニーソフトの有するGATSUN SOFTブランドから2007年12月21日に発売された18禁恋愛アドベンチャーゲームである。
本作は院内学級を舞台に、一風変わった依存症を持つヒロインとの恋愛生活を楽しむアドベンチャーゲームである。ヒロインには性癖が設けられており、それぞれ異なるシチュエーションを愉しめるようになっている。

## ストーリー
早瀬勇輝は、周りにいる女の子すべてが妹に見えるという治療方法不明の奇病「いもうと中毒」にかかってしまう。とある事故によって妹を亡くしたショックが原因と推測される勇輝は、原因や治療方法が不明の各種中毒症状が蔓延してその治療を試みる専門病院での入院生活を通し、院内学級での交流などを経て3人の妹のような女の子たちと関係を築いていく。

## 登場人物

### 主人公
早瀬 勇輝（はやせ ゆうき）
いもうと中毒症による入院患者。本作のシナリオは、一度退院したが症状が再発してしまい、勇輝が再入院するところから始まる。

### メインヒロイン
相澤 しおり（あいざわ しおり）
声：宮沢ゆあな
純愛中毒症（一種の男性恐怖症）による入院患者。以前に勇輝が入院していたときから、勇輝とは仲良し。3人のヒロインの中では最もしっかりしている、おっとりした優等生タイプのお姉さん役。胸も一番大きい。
宮内 まお（みやうち まお）
声：草柳順子
テレビ中毒症（テレビをはじめ、ものと会話ができてしまう）による入院患者。しおりと同じく、以前に勇輝が入院していたときから、勇輝とは仲良し。3人のヒロインの中では最も年下、とにかく元気でじっとしていることがない。胸がないことにコンプレックスを抱いている。
不動 つかさ（ふどう つかさ）
声：榎津まお
女の子中毒症（女の子にうまく接することができない、女の子としてうまく生活できない）による入院患者。勇輝が再入院してきた直後、入院してくる。世間知らずで物怖じしないのは中毒症によるところもあるが、実はお嬢様育ちであるがゆえである。

### サブキャラクター
チュウリン
声：宮沢ゆあな
勇輝のノートパソコンの中に住む守護霊。ゲーム中では、3人の好感度状況などを教えてくれる。

## スタッフ
- 原画/彩色：月間ぽんち[1]
- シナリオ：HIROKI、桐田レンジ、猫山[1]